# Бермуда-Дюнс (аэропорт)
Аэропорт Бермуда-Дюнс (англ. Bermuda Dunes Airport), (ИАТА: UDD, ИКАО: KUDD, FAA LID: UDD) — гражданский аэропорт, расположенный в городе Бермуда-Дюнс и в 21 километре к востоку от города Палм-Спрингс, округ Риверсайд (Калифорния), США
Аэропорт главным образом обслуживает рейсы авиации общего назначения.

## Инфраструктура
Аэропорт Бермуда-Дюнс занимает площадь в 38 гектар, расположен на высоте 7 метров над уровнем моря и эксплуатирует одну взлётно-посадочную полосу:
- 10/28 размерами 1525 х 18 метров с асфальтовым покрытием.